# Scillato
Scillato (sicilià Scillatu) és un municipi italià, dins de la ciutat metropolitana de Palerm. L'any 2007 tenia 679 habitants. Limita amb els municipis de Caltavuturo, Cerda, Collesano, Isnello, Polizzi Generosa i Sclafani Bagni.

## Administració
| Període | Identitat         | Partit         |
| ------- | ----------------- | -------------- |
| 2005-   | Antonio Battaglia | Centreesquerra |